# Eerste klasse (2019/2020)
Belgian Pro League 2019/2020 (nl: Eerste klasse; fr: Championnat de Belgique de football; de: Pro League) (oficjalnie znana jako Jupiler Pro League ze względów sponsorskich) – 117. edycja najwyższej klasy rozgrywkowej piłki nożnej w Belgii. 
Brało w niej udział 16 drużyn, które w okresie od 26 lipca 2019 do 7 marca 2020 rozegrały w dwóch fazach 29 kolejek meczów. 
2 kwietnia 2020 zarząd Jupiler Pro League zaproponował zakończenie sezonu z powodu pandemii COVID-19 i przyznanie tytułu Club Brugge. Decyzję tę poparły kluby i nie wniesiono żadnych zmian. Dzień później UEFA zagroziła wykluczeniem każdego klubu z rozgrywek europejskich, jeśli jego liga się zakończy lub zostanie zakończona. Ostateczna decyzja miała zostać podjęta 15 kwietnia, ale została 3 razy odroczona (24 kwietnia, 27 kwietnia i 4 maja). 15 maja Walne Zgromadzenie Belgijskiej Ligi Piłkarskiej podjęło ostateczną decyzję o zakończeniu sezonu, przyznając mistrzostwo Club Brugge.

## Drużyny
| Uczestnicy poprzedniej edycji | Uczestnicy poprzedniej edycji | Uczestnicy poprzedniej edycji | Uczestnicy poprzedniej edycji |
| --- | ----------------------------- | ----------------------------- | ----------------------------- |
| GNK | KRC Genk                      | Genk                          | 1                             |
| CLB | Club Brugge                   | Brugia                        | 2                             |
| STL | Standard Liège                | Liège                         | 3                             |
| ANT | Royal Antwerp                 | Antwerpia                     | 4                             |
| KAA | KAA Gent                      | Gandawa                       | 5                             |
| AND | RSC Anderlecht                | Anderlecht                    | 6                             |
| STR | Sint-Truiden                  | Sint-Truiden                  | 7                             |
| KVK | Kortrijk                      | Kortrijk                      | 8                             |
| CHA | Charleroi                     | Charleroi                     | 9                             |
| EXM | Royal Excel Mouscron          | Mouscron                      | 10                            |
| ZWA | SV Zulte Waregem              | Waregem                       | 11                            |
| EUP | KAS Eupen                     | Eupen                         | 12                            |
| CER | Cercle Brugge                 | Brugia                        | 13                            |
| OOS | KV Oostende                   | Ostenda                       | 14                            |
| WAA | Waasland-Beveren              | Beveren                       | 15                            |
| Awans z Tweede klasse |                               |                               |                               |
| po barażu |                               |                               |                               |
| KVM | KV Mechelen                   | Mechelen                      |                               |
| Oznaczenia: - kolumna pierwsza – skróty nazw drużyn, - kolumna trzecia – siedziba klubu, - kolumna czwarta – miejsce zajęte w poprzednim sezonie. |                               |                               |                               |

## Faza zasadnicza

### Tabela
| Lp. | Drużyna              | M  | Z  | R  | P  | B+ | B– | +/– | Pkt | Kwalifikacja                                  |
| --- | -------------------- | -- | -- | -- | -- | -- | -- | --- | --- | --------------------------------------------- |
| 1   | Club Brugge (M)      | 29 | 21 | 7  | 1  | 58 | 14 | +44 | 70  | Liga Mistrzów UEFA • Faza grupowa             |
| 2   | Gent                 | 29 | 16 | 7  | 6  | 59 | 34 | +25 | 55  | Liga Mistrzów UEFA • III runda kwalifikacyjna |
| 3   | Royal Charleroi      | 29 | 15 | 9  | 5  | 49 | 23 | +26 | 54  | Liga Europy UEFA • III runda kwalifikacyjna   |
| 4   | Royal Antwerp (P)    | 29 | 15 | 8  | 6  | 49 | 32 | +17 | 53  | Liga Europy UEFA • Faza grupowa               |
| 5   | Standard Liège       | 29 | 14 | 7  | 8  | 47 | 32 | +15 | 49  | Liga Europy UEFA • II runda kwalifikacyjna    |
| 6   | Mechelen             | 29 | 13 | 5  | 11 | 46 | 43 | +3  | 44  |                                               |
| 7   | Genk                 | 29 | 13 | 5  | 11 | 45 | 42 | +3  | 44  |                                               |
| 8   | Anderlecht           | 29 | 11 | 10 | 8  | 45 | 29 | +16 | 43  |                                               |
| 9   | Zulte Waregem        | 29 | 10 | 6  | 13 | 41 | 49 | −8  | 36  |                                               |
| 10  | Royal Excel Mouscron | 29 | 9  | 9  | 11 | 38 | 40 | −2  | 36  |                                               |
| 11  | Kortrijk             | 29 | 9  | 6  | 14 | 40 | 44 | −4  | 33  |                                               |
| 12  | Sint-Truiden         | 29 | 9  | 6  | 14 | 36 | 53 | −17 | 33  |                                               |
| 13  | Eupen                | 29 | 8  | 6  | 15 | 28 | 51 | −23 | 30  |                                               |
| 14  | Cercle Brugge        | 29 | 7  | 2  | 20 | 27 | 54 | −27 | 23  |                                               |
| 15  | Oostende             | 29 | 6  | 4  | 19 | 29 | 58 | −29 | 22  |                                               |
| 16  | Waasland-Beveren     | 29 | 5  | 5  | 19 | 21 | 60 | −39 | 20  | [ i ]                                         |

1. ↑  Waasland-Beveren utrzymał swoje miejsce w najwyższej klasie rozgrywkowej. Spadki zostały zlikwidowane w sezonie ligowym 2019/20[8].

### Wyniki
| Gospodarz \ Gość     | AND | ANT | CER | CHA | CLU | EUP | EXM | GNK | GNT | KVK | KVM | OOS | STA | STR | W-B | ZWA |
| -------------------- | --- | --- | --- | --- | --- | --- | --- | --- | --- | --- | --- | --- | --- | --- | --- | --- |
| Anderlecht           |     | 1–2 | 2–1 | 0–0 | 1–2 | 6–1 | 1–0 | 2–0 | 3–3 | 0–0 | 0–0 | 1–2 | 1–0 | 4–1 | 0–0 | 7–0 |
| Royal Antwerp        | 0–0 |     | 3–1 | 1–1 | 2–1 | 1–0 |     | 1–1 | 3–2 | 3–1 | 1–0 | 3–1 | 2–2 | 2–0 | 4–1 | 2–1 |
| Cercle Brugge        | 1–2 | 1–2 |     | 0–3 | 0–2 | 1–2 | 2–2 | 1–2 | 1–0 | 1–3 | 3–2 |     | 0–2 | 2–1 | 1–0 | 2–0 |
| Royal Charleroi      | 1–2 | 2–1 | 3–0 |     | 0–0 | 1–0 | 1–0 | 2–1 | 1–1 |     | 2–1 | 5–0 | 2–0 | 0–3 | 2–0 | 4–0 |
| Club Brugge          | 2–1 | 1–0 | 2–1 | 1–0 |     | 0–0 | 1–0 | 1–1 | 4–0 | 3–0 | 3–0 | 2–0 | 1–1 | 6–0 | 2–1 | 4–0 |
| Eupen                | 0–0 | 1–4 | 1–0 | 1–1 |     |     | 2–1 | 2–0 | 2–3 | 1–2 | 0–2 | 1–0 | 1–2 | 0–2 | 1–1 | 1–1 |
| Royal Excel Mouscron | 0–0 | 3–1 | 0–1 | 1–1 | 0–1 | 2–0 |     | 2–2 | 2–1 | 2–0 | 1–2 | 3–1 | 2–2 | 1–3 | 1–0 | 2–2 |
| Genk                 | 1–0 | 2–2 | 1–0 | 1–0 | 1–2 | 2–1 | 2–1 |     | 0–2 | 2–1 |     | 3–1 | 1–3 | 1–2 | 4–1 | 0–2 |
| Gent                 | 1–1 | 1–1 | 3–2 | 1–4 | 1–1 | 6–1 | 3–1 | 4–1 |     | 2–0 | 3–0 | 2–0 | 3–1 | 4–1 | 2–0 | 2–0 |
| Kortrijk             | 4–2 | 0–1 | 1–0 | 1–1 | 2–2 | 1–2 | 1–2 | 0–1 | 0–2 |     | 2–3 | 2–2 | 3–1 | 4–0 | 1–3 | 2–0 |
| Mechelen             | 2–0 | 3–1 | 3–1 | 2–2 | 0–5 | 1–1 | 2–2 | 3–1 | 0–3 | 1–1 |     | 1–0 | 2–3 | 1–2 | 4–0 | 0–2 |
| Oostende             | 3–2 | 1–1 | 3–1 | 0–1 | 0–2 | 2–3 | 2–2 | 2–4 | 2–1 | 0–3 | 2–1 |     | 1–4 | 1–0 | 0–1 | 1–1 |
| Standard Liège       | 1–1 | 1–0 | 2–1 | 1–1 | 0–0 | 3–0 | 4–1 | 1–0 | 0–1 | 2–1 | 1–2 | 2–1 |     | 0–0 | 2–0 | 4–0 |
| Sint-Truiden         |     | 1–1 | 0–1 | 1–3 | 1–2 | 5–2 | 0–1 | 3–3 | 0–0 | 2–0 | 0–3 | 1–0 | 2–1 |     | 1–1 | 0–0 |
| Waasland-Beveren     | 0–3 | 0–4 | 1–1 | 0–4 | 1–3 | 0–1 | 1–1 | 0–4 |     | 1–2 | 1–3 | 3–1 | 2–1 | 1–0 |     | 1–2 |
| Zulte Waregem        | 1–2 | 2–0 | 6–0 | 3–1 | 0–2 | 1–0 | 1–2 | 0–3 | 2–2 | 2–2 | 0–2 | 2–0 |     | 5–1 | 5–0 |     |

1. ↑  Mecz 9 kolejka (28 wrz) pomiędzy Sint-Truiden a Genk został przerwany przy wyniku 3-3 z powodu kibiców. Początkowo nie przyznano żadnych punktów, a belgijska federacja FA zażądała powtórzenia meczu w całości przy pustych trybunach i ukarania obu klubów dodatkowym meczem bez kibiców, dwoma punktami kary i grzywną w wysokości 5000 euro[12]. 4 grudnia 2019 roku, po złożeniu przez oba kluby odwołania od decyzji, powołując się na niewłaściwie zastosowaną procedurę, w ramach której sędzia zbyt wcześnie przerwał mecz, ostateczny werdykt brzmiał, że wynik 3–3 uznano za ostateczny, a oba kluby zostały ukarane karą w wysokości 5000 Euro i rozegraniem następnego meczu u siebie przy zamkniętej części trybuny[13].

## Najlepsi strzelcy
| Bramki | Strzelcy          | Drużyna         |
| ------ | ----------------- | --------------- |
| 18     | Dieumerci Mbokani | Antwerp         |
| 18     | Jonathan David    | Gent            |
| 13     | Hans Vanaken      | Club Brugge     |
| 12     | Kaweh Rezaei      | Royal Charleroi |
| 11     | Li’or Refa’elow   | Antwerp         |
| 10     | Yohan Boli        | Sint-Truiden    |
| 10     | Igor De Camargo   | Mechelen        |
| 10     | Roman Jaremczuk   | Gent            |
| 10     | Michel Vlap       | Anderlecht      |

Źródło:

## Stadiony
| Anderlecht                  |
| --------------------------- |
| Stade Constant Vanden Stock |
|                             |

| Antwerp       |
| ------------- |
| Bosuilstadion |
|               |

| Royal Charleroi            |
| -------------------------- |
| Stade du Pays de Charleroi |
|                            |

| Cercle Brugge Club Brugge |
| ------------------------- |
| Jan Breydel Stadion       |
|                           |

| Eupen           |
| --------------- |
| Kehrweg-Stadion |
|                 |

| Genk          |
| ------------- |
| Luminus Arena |
|               |

| Gent           |
| -------------- |
| Ghelamco Arena |
|                |

| Kortrijk             |
| -------------------- |
| Guldensporen Stadion |
|                      |

| Mechelen          |
| ----------------- |
| Achter de Kazerne |
|                   |

| Royal Excel Mouscron |
| -------------------- |
| Stade Le Canonnier   |
|                      |

| Oostende       |
| -------------- |
| Versluys Arena |
|                |

| Sint-Truiden |
| ------------ |
| Stayen       |
|              |

| Standard Liège         |
| ---------------------- |
| Stade Maurice Dufrasne |
|                        |

| Waasland-Beveren  |
| ----------------- |
| Freethiel Stadion |
|                   |

| Zulte Waregem    |
| ---------------- |
| Regenboogstadion |
|                  |

Źródło: .